# Họ Nhát hoa
Họ Nhát hoa (danh pháp khoa học: Rostratulidae) là một họ chim nhỏ, bao gồm 3 loài chim lội và phân thành hai chi là Rostratula và Nycticryptes.

## Đặc điểm
Chúng là các loài chim chân ngắn, mỏ dài và có hình dáng tương tự như dẽ giun nhưng bộ lông có màu tươi hơn.
Chim mái có lông tươi màu hơn chim trống và chủ động trong việc ve vãn con trống. Chim trống ấp trứng, thường là 4 quả trong tổ trên mặt đất hay trôi nổi trên mặt nước trong vòng khoảng 20 ngày.
Cả ba loài đều sinh sống trong các vùng đầm lầy nhiều lau sậy và thức ăn của chúng chủ yếu là các loài giun đốt cùng các động vật không xương sống khác mà chúng kiếm được nhờ chiếc mỏ dài.

## Phân loại
- Chi Rostratula (Vieillot, 1816)
  - Nhát hoa lớn hay nhát hoa (Rostratula benghalensis), sinh sống trong các khu đầm lầy ở châu Phi, Ấn Độ và Đông Nam Á.
  - Nhát hoa Australia (Rostratula australis) là loài nhát hoa hiếm, du cư và đang suy giảm số lượng, chỉ có ở Australia [1]
- Chi Nycticryptes (Wetmore & Peters, 1923)
  - Nhát hoa nhỏ (Nycticryphes semicollaris), sinh sống trong khu vực đầm lầy nhiều cỏ ở miền nam Nam Mỹ.

## Hình ảnh

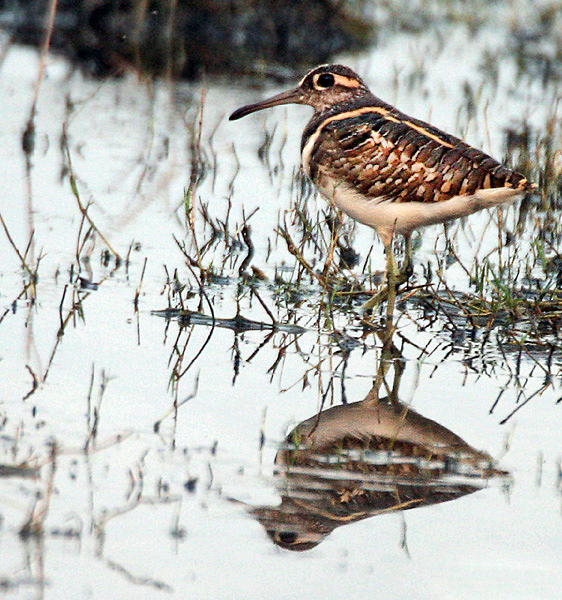
Nhát hoa đực tại Hodal ở quận Faridabad thuộc Haryana, Ấn Độ.
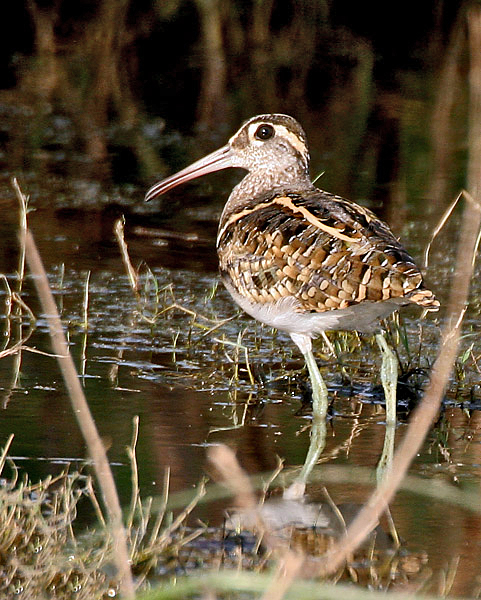
Nhát hoa đực tại Hodal ở quận Faridabad thuộc Haryana, Ấn Độ.
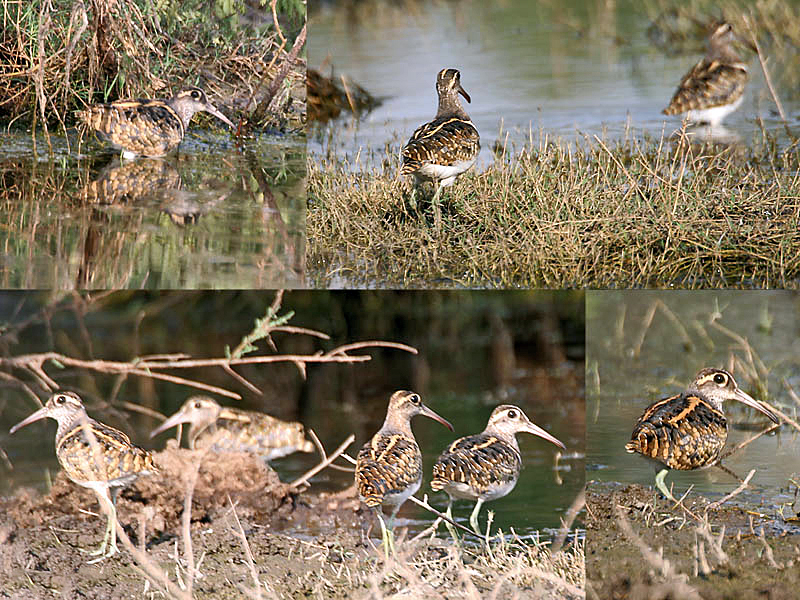
Nhát hoa đực tại Hodal ở quận Faridabad thuộc Haryana, Ấn Độ.
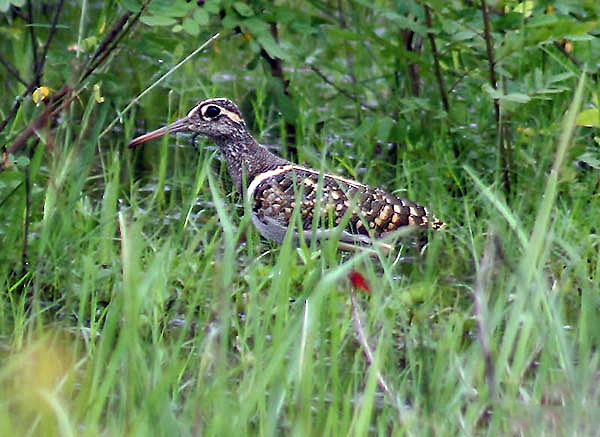
Nhát hoa đực tại Kolkata, Tây Bengal, Ấn Độ.